# Karl von der Groeben (Landrat)
Karl Moritz Friedrich Wilhelm Graf von der Groeben (* 10. September 1902 auf Herrenhaus Divitz; † 1. Januar 1989 in Lübeck) war ein deutscher Verwaltungsjurist und Landrat.

## Familie
Karl war der Sohn von Karl Graf von der  Groeben (1864–1936) und dessen Ehefrau Marie Freiin zu Innhausen und Knyphausen (1872–1950).
Er heiratete 1937 Elisabeth (Lisa) von Lengerke (1906–1969) und hatte mit ihr folgende Kinder:
- Elisabeth (* 25. Mai 1939; † 14. Mai 2007)
- Annemarie (* 16. Dezember 1940; † 1. März 2021)
- Gunhild (* 12. Februar 1943)
- Karin (* 17. Dezember 1944)

## Leben
Graf von der Groeben besuchte das Evangelisch Stiftische Gymnasium Gütersloh, wo er 1921 auch die Reifeprüfung ablegte. Er war promovierter Doktor der Rechte und lebte auf Gut Neudörfchen bei Marienwerder. 1922 wurde er Mitglied des Corps Vandalia Heidelberg. Er wirkte von 1935 bis 1945 als Landrat im Landkreis Insterburg. Zum 1. April 1932 trat er in die NSDAP ein (Mitgliedsnummer 1.118.812). In den Jahren 1939 bis 1940 wurde er vertretungsweise als Landkommissar in Mława eingesetzt, dem zukünftigen Landkreis Mielau, im von Polen annektierten Regierungsbezirk Zichenau.
Nach Kriegsende arbeitete er ab 1949 als Ministerialrat im Sozialministerium in Rheinland-Pfalz. Des Weiteren war er stellvertretender Bundessprecher der Landsmannschaft Westpreußen.